# 艾特河
52°59′28″N 9°00′27″E / 52.991°N 9.0075°E

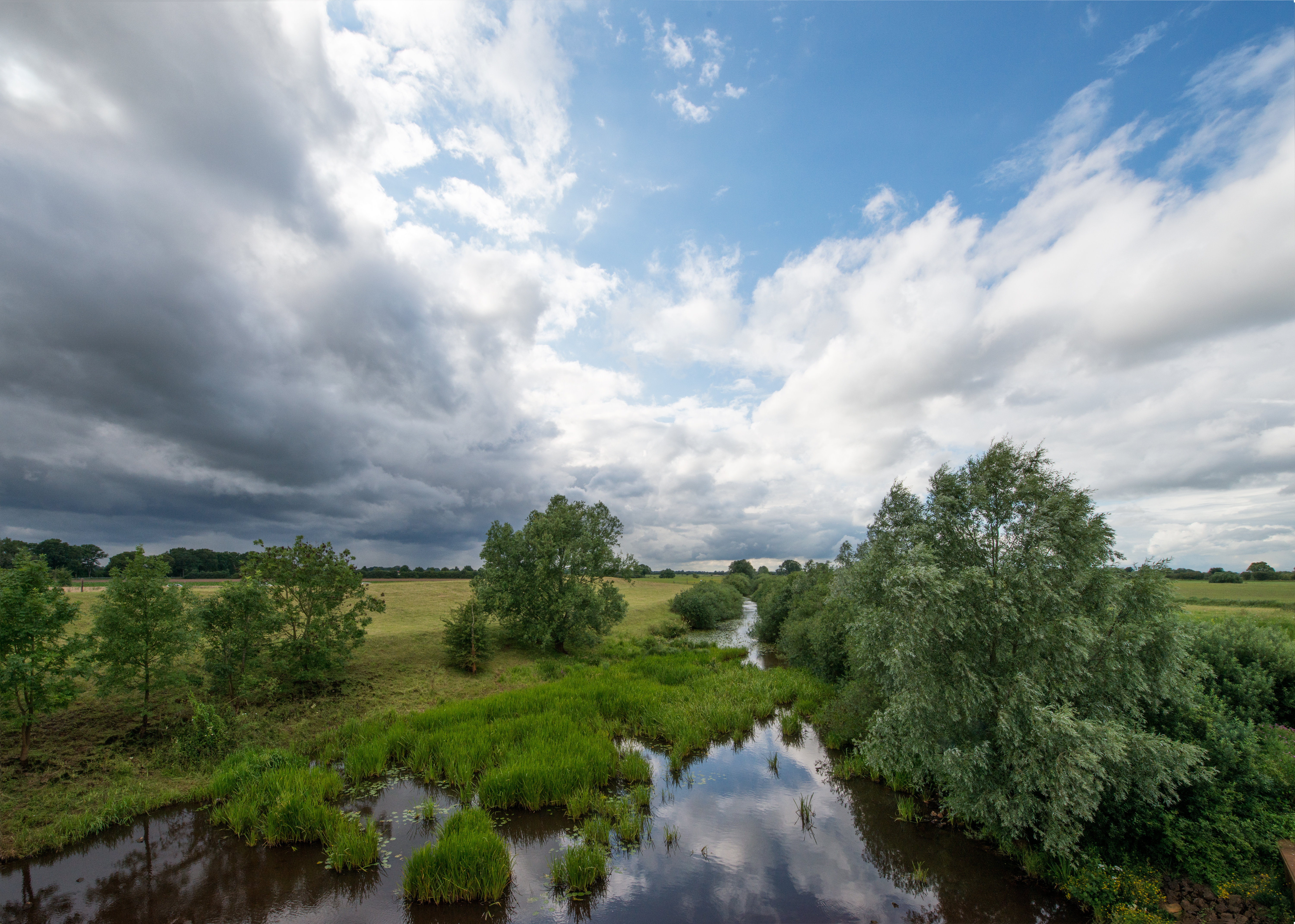

艾特河（德語：Eiter），是德國的河流，位於該國西北部，由下薩克森州負責管轄，屬於威悉河的左支流，河道全長22.1公里，流域面積249平方公里，河口處在泰丁豪森附近。